# Vladimir Pravik
Volodymyr Pavlovych Pravyk ou Vladimir Pavlovich Pravik (en russe : Владимир Павлович Правик, en ukrainien : Володимир Павлович Правик), est né le 13 juin 1962 dans la ville de Tchernobyl en Ukraine, anciennement en Union soviétique, et mort le 11 mai 1986, à l’hôpital numéro 6 de Moscou. Il a dirigé les équipes de pompiers lors de l’incendie de la centrale nucléaire de Tchernobyl dans la nuit du 26 avril 1986. Le 25 septembre 1986, il reçoit posthumement le titre de héros de l’Union soviétique et l'Ordre de Lénine.

## Biographie

### Enfance
Né dans le village de Tchernobyl le 13 juin 1962, Volodymyr Pravyk grandit dans la maison familiale au 46 rue Shevchenko avec ses parents Natalia Ivanivna, infirmière et Pavlo Opanasovych Pravyk, ouvrier du bâtiment, ainsi que son frère cadet Viktor Pavlovych Pravyk, qui naîtra huit ans après lui. 

### Scolarité
Volodymyr suit une scolarité classique, passant du jardin d'enfant à l'école primaire. Il excelle en littérature, en art et en mathématique. Il se passionne rapidement pour la lecture grâce à la bibliothèque remplie de sa mère, elle aussi passionnée de littérature. Il se rend de lui-même à la bibliothèque du village pour lire, préférant même celle pour adulte que celle de son âge. Il aime aussi passer son temps avec des adultes plutôt que des enfants et c'est vers cet âge-là qu'il commencera à écrire ses premiers textes. Il ira même jusqu'à se lier d'amitié avec sa professeure Riva Romanivna. Elle le décrira comme un garçon intéressé par n'importe sujet, très attentif et respectueux des autres. 

Cette maturité précoce va l'éloigner de ses camarades de classe; il va se retrouver souvent seul. Son seul ami sera un garçon timide et qui a des difficultés à l'école. Volodymyr s'entendra malgré tout avec tout le monde, et jouera même avec les filles. En 1979, il obtient son diplôme de fin d'études avec succès.
« A l'école primaire, les enfants cherchent souvent à se lier d'amitié avec les plus forts, à trouver des parrains. Volodymyr est ami avec un garçon de sa classe qui apprend très lentement, avec de grands obstacles internes. C'est un vrai ami, sans arrogance. Un enfant en or. Mais il me semble que Volodymyr lui-même s'est senti seul à l'école plus d'une fois », témoignage de Riva Romanivna.

### Personnalité
Son entourage est unanime: Volodymyr a une personnalité unique. Avec le développement d'un esprit critique en avance et se passionnant pour tout, il se forge un caractère de futur commandant, tout en restant discret, une part de timidité persistante. Avec le temps, son caractère va se durcir et il ne supportera plus l'existence de l'injustice ni la tiédeur des sentiments. 
« Haïr — donc haïr, aimer — donc aimer... l'acte de Pravyk », témoignage d'Andrei Polovinkin, un des hommes de la garde de Volodymyr.
En plus d'une personnalité singulière, Volodymyr accorde particulièrement de l'importance pour les auteurs comme Sergueï Essénine ou encoreAlexandre Blok, tous deux des poètes russes,. Amateur de musique légère, son artiste préférée est Anna German, avec sa chanson "Nadezhda".

### Parcours professionnel
Volodymyr tente d'abord d'entrer dans une école de pilotage dans l'armée, mais est refusé à la suite d'un examen médical concluant à une inaptitude dû à une "asymétrie faciale". Il tente alors d'entrer à l'école des pompiers de Tcherkassy, mais il se voit refuser à la suite d'un nouvel examen médical, le déclarant inapt temporairement, mais cette fois-ci à cause de son nez. Désespéré mais voulant à tout prix une place au sein de cette école, il retourne à Tchernobyl où il se fait opérer du nez. Deux jours plus tard, il repasse son examen médical, et il est finalement apte à rejoindre l'école. Il se rend directement à Tcherkassy où il passe ses tests. Un télégramme arrivera chez ses parents où est sobrement noté dessus: "inscrit". C'est officiel, Volodymyr Pravyk entre à l'Ecole technique des pompiers de Tcherkassy, qui prendra plus tard le nom d'Institut de sécurité incendie de Tcherkassy nommé par les héros de Tchernobyl, en hommage à Pravyk lui-même et son camarade lieutenant Viktor Kibenok, lui aussi ayant participé à l'extinction de l'incendie de Tchernobyl. Il devient officiellement élève en septembre 1979, il a alors 17 ans. 
En 1982, il sort diplômé de l'école et obtient alors le grade de lieutenant. Il devient par la même occasion Officier subalterne du service d'incendie paramilitaire du Ministère de l'Intérieur de l'URSS (MVD). Il rejoint peu de temps après la caserne de pompiers de Prypiat (SVPCh-6), une ville nouvelle non loin de son village natal,. En 1983, il est transféré à la caserne de la centrale nucléaire de Tchernobyl (VPCh-2) afin de renforcer le personnel. Il y travaillera jusqu'à l'accident. 

### Vie relationnelle

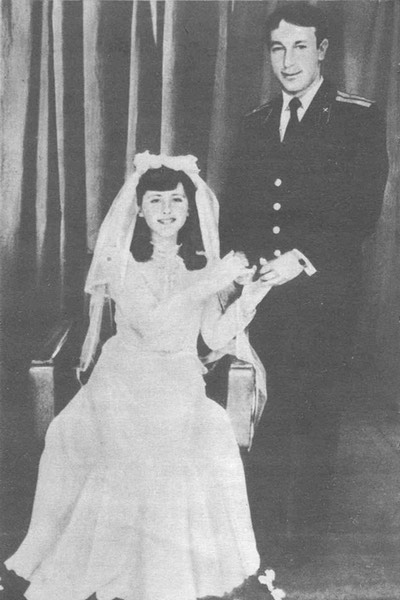
Photo de mariage de Volodymyr et Nadezhda Pravyk, 1983.

Lors du Nouvel An de 1982 où un bal était organisé à l'école des pompiers de Tcherkassy, Volodymyr fait la rencontre de Nadezhda Ivanivna Borodine. Il est alors âgé de 19 ans, et elle de 16 ans.  Elle étudie à l'école de musique de Tcherkassy, car cette vocation lui vient de son père, Ivan Borodine, lui-même professeur de musique. En février 1982, Volodymyr la demandera en mariage dans une de ses nombreuses lettres. Car, sur quatre ans et quatre mois de relation, il lui écrira 800 lettres. Ils ont été longuement séparés, car Nadia devait rester à Tcherkassy pour terminer ses études, et Volodymyr était parti à Prypiat. En 1983, ils se marient. Nadia devra rester encore une année de plus à Tcherkassy avant de pouvoir enfin le rejoindre à Tchernobyl. 
Ils emménagent ensemble en septembre 1984 dans leur appartement situé au sixième étage dans le micro-district 4a, dans l'immeuble "Fujiyama" à Prypiat. 
Le 10 avril 1986, Nadia donne naissance à leur unique fille, Natalia. Volodymyr décèdera un mois plus tard. 

## Accident de Tchernobyl

### La nuit de l'accident
Le 26 avril 1986, à 1 h 23 minutes et 45 secondes, un bruit d'explosion se fait entendre à la caserne numéro 2 pour la protection de la centrale nucléaire de Tchernobyl (VPCh-2). L'alarme se déclenche et tous se précipitent dans leurs camions. Le lieutenant Pravyk, aux côtés de Léonid Shavrei dans leur camion se précipitent vers le lieu de l'accident. Ils se stationnent près du bâtiment ABK-1, bâtiment administratif situé près des réacteurs 1 et 2. Après un rapide état des lieux et réalisant l'importance de cet incident, Pravyk déclenche l'alarme de niveau 3, seulement déclenchée lors d'incident graves nécessitant un grand nombre d'hommes et de matériels. Elle appelle toutes les casernes de la région concernée (Oblast de Kyiv ici) pour aider au combat. En attendant que les renforts arrivent, Pravyk envoie ses hommes sur le toit de la salle des turbines qui était en partie effondrée et enflammée. Le risque était que la salle prenne totalement feu et que cela déclenche un problème au niveau des trois autres réacteurs et possiblement un accident bien plus grave. Pravyk constate aussi que le toit du réacteur 3 est sur le point de prendre feu, ce qui provoquerait un drame bien pire. Il monte sur le toit de 72,5 mètres de haut et constate des foyers d'incendie dispersés ainsi que des débris partout. 
La garde de nuit de la caserne numéro 6 de Prypiat (SVPCh-6), dirigée par le lieutenant Kibenok arrive à 1h 35 minutes après avoir reçu l'appel de niveau 3. Rapidement, les lieutenants Pravyk et Kibenok établissent une équipe pour monter sur les toits du réacteur 3 et ce qu'il reste du réacteur 4 ainsi que le DSRO (bloc des systèmes auxiliaires du compartiment du réacteur) pour enlever les débris chauds et éteindre les foyers d'incendie. Vasily Ignatenko, Mykola Tytenok, Volodymyr Tishura, Mykola Vashchuk, Viktor Kibenok et Volodymyr Pravyk montent tous les six sur les toits. Après que le sergent Vashchuk est placé l'échelle de l'AL-30 de Prypiat, chacun commence à effectuer sa tâche; il est alors 1h 40 minutes. La chaleur est telle que tous retirent casques, gants et protection afin de mieux travailler. Mais au bout d'un moment, les effets des radiations se font ressentir et certains commencent à faiblir. Tishura, suivi de Vashchuk s'écroulent, déjà bien irradiés. Le sergent-chef Ignatenko est contraint de les porter tous deux dans les escaliers pour les écarter de la zone de combat. 
Une fois l'arrivée du major Léonid Telyatnikov, supérieur hiérarchique du lieutenant Pravyk, celui-ci descend des toits pour lui rendre compte de ce qu'il se passe, de ce qu'il a vu et ordonné. Après un contre-rendu précis, clair et particulièrement professionnel, le major l'ordonne lui et ceux qui l'accompagnaient en haut de partir à l'hôpital 126 de Prypiat pour se soigner, car plus personne n'arrivait à tenir debout. Le lieutenant Kibenok, sa chemise déchirée et se tenant contre les murs, dans ses dernières forces, a expliqué au docteur de garde Valentyn Belokon, présent sur les lieux les symptômes et ce qu'il s'était passé. Ignatenko a dû porter Kibenok puis Tishura vers l'ambulance qui venait d'arriver, avant de lui-même s'écrouler. Il est 2h 25 minutes. En montant dans l'ambulance, Pravyk a demandé à tous ceux qui étaient dans les parages de dire à sa femme Nadia de fermer les fenêtres de leur appartement. 

Ils passent la journée du 26 avril à l'hôpital 126 de Prypiat, avant d'être transportés par hélicoptère à la clinique radiologique 6 de Moscou afin d'être soignés des radiations qu'ils avaient reçus. Malheureusement, tous les six étaient déjà bien contaminés et souffraient depuis plusieurs heures déjà du Syndrome Aigu d'Irradiation (SAI), car ils portaient déjà des symptômes visibles, comme le "bronzage radioactif". Volodymyr Pravyk avait même contracté une cataracte sévère due à la luminosité élevée des flammes ainsi qu'aux radiations, ce qui laissait apparaître un voile sur ses yeux, les faisant passer de marron à bleu. 
« « Alexeïevich, est-ce que j'ai les mêmes yeux? ». Je vois, alors que les yeux de Volodia sont marrons, sont devenus bleus et il avait une sorte de bronzage sous la chemise », témoignage d'Ivan Butrimenko, camarade à la caserne et ami de Volodymyr Pravyk.

### Décès
Peu de temps après son arrivée à l’hôpital de Moscou, l’état de santé de Volodymyr Pravyk semble s’améliorer; il s’agit en fait de la phase de latence caractéristique de la maladie des rayons. Puis son état se dégrade à nouveau mais cette fois-ci très rapidement. Il décède (ainsi que les nombreux autres pompiers et opérateurs de la centrale nucléaire ce soir-là) par apoptose massive des cellules, la mort progressive des tissus s'apparentant à une décomposition vivante. Aucun pompier présent la nuit du drame n’a survécu, tous sont morts à l’hôpital numéro 6 de Moscou. La dose exacte de radiations que Volodymyr Pravyk a reçue est difficile à déterminer, car de nombreux paramètres n'ont pas été pris en compte. Malgré tout, une dose "officielle" a été enregistrée dans son dossier; Volodymyr Pavlovych Pravyk aurait reçu 16 Sv, ou 16 Gy, lui provoquant un Syndrome Aigu d'Irradiation de stade IV. 

Sa mère Natalia Ivanivna est restée à son chevet jusqu'à la fin de sa vie, et a usé de ses compétences d'infirmière pour le soigner autant qu'elle le pouvait. Sa femme, Nadezhda, est venue le voir avec leur fille Natalia le 3 et le 4 mai 1986. Mais il l'a poussé à ce qu'elle reparte en Ukraine le temps qu'il se rétablisse. La réalité est qu'il savait qu'il était condamné et que c'était trop dangereux pour leur fille et elle d'être ici. 
« La première fois que je suis allée voir Volodia, j'ai eu du mal à le reconnaître. Il avait une grosse tête gonflée, de la taille d'un seau, et il était complètement chauve. Ses dents m'ont particulièrement marquées — elles bougeaient et étaient comme de la pâte à modeler — elles tombaient juste sous mes yeux. Il pleurait constamment, disant que je n'aurais pas dû venir. [...] Mon Volodia était allongé là, si vulnérable, pleurant sans cesse, et je pleurais avec lui. Je l'ai consolé: « Volodia, tu nous as pourtant sauvé ». Il essuyait ses yeux avec l'oreiller et disait qu'il n'avait sauvé personne. Et d'énormes larmes coulaient à nouveau sur son visage brûlé », témoignage de Nadia. 
Il lui écrira une dernière lettre avant de mourir. 
« Bonjour, ma chérie, Nadezhda, Natalka!
Un vacancier et fainéant vous envoie un grand salut. Et tout cela parce que j'évite d'élever notre petite fille, Natalia. Veuillez excuser mon écriture. C'est d'ailleurs la faute de Nadia, qui avait l'habitude d'écrire des notes pour moi et qui avait complètement oublié comment tenir un stylo. S'il vous plaît, écrivez comment Nadia et Maniounia sont rentrées chez elles, si elles sont tombées malades du virus qui sévit actuellement dans notre ville – quelque chose comme la grippe?
Je vais bien. Comme vous le savez, nous avons été placés dans une clinique pour y être examinés. Tous ceux qui étaient là sont ici.
Alors je m'amuse, parce que ma garde est avec moi. Nous nous promenons, nous admirons le soir de Moscou. Le seul inconvénient est que je dois l'admirer par la fenêtre. Et cela devrait durer un mois et demi ou deux. Malheureusement, il y a de telles lois ici: tant que tout n'aura pas été examiné, je ne serai pas libéré. Nadia, reste avec tes parents à Gorodyshche, j'arrive bientôt. Demande aussi à ma chère belle-mère de me chercher un travail pour que je puisse être transféré.
Nadia, tu lis ma lettre et tu pleures. Ne pleure pas, essuie tes larmes, tout s'est bien passé, nous vivrons jusqu'à cent ans, et notre fille chérie te dépassera trois fois. Tu me manques beaucoup. Je ferme les yeux et je vois Nadezhda et Natalia Vladimirovna.
Et tu ne me reconnaîtras même pas quand je viendrai. J'ai commencé à me laisser pousser la barbe et la moustache. Ma mère est avec moi maintenant. Elle vous appellera et vous dira comment je vais.
Et je me sens bien.
C'est tout pour l'instant. Ne t'inquiète pas. Attend la victoire. Nadia, prends soin de notre chère Natalia. Je la serre fort dans mes bras et l'embrasse.
Bien à vous pour toujours.
Volodia ».

Mai 1986. Moscou. 6ème hôpital. 

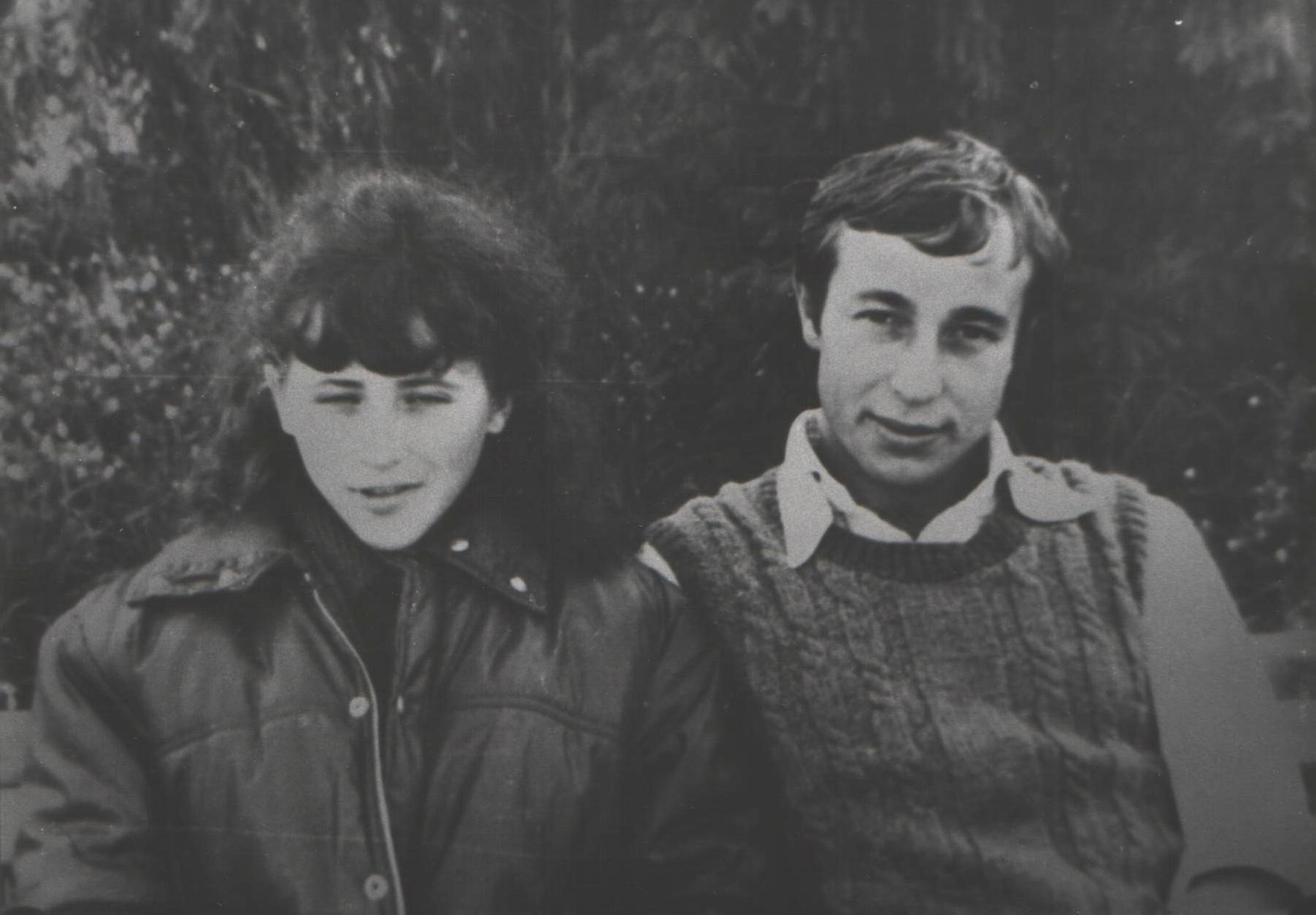
Volodymyr et Nadia Pravyk en 1985.

Depuis le 13 mai 1986, Volodymyr Pavlovych Pravyk repose à Moscou au cimetière Mitinskoye, dans un cercueil classique sous deux mètres de béton pour éviter toute tentative d'exhumation. Sa fille Natalia, mariée et avec des enfants qui habite à la capitale russe, rend visite à sa tombe. A cause de la guerre, Nadia ne peut plus aller la voir ni se recueillir sur la tombe du père de sa fille. 

### Filmographie
- Thomas Johnson, La bataille de Tchernobyl, documentaire français (100 min), Production ‘’Play Film’’, 2005.